# Taylor Geare
Taylor Grace Geare (* 19. September 2001 in Flagstaff, Arizona) ist eine US-amerikanische Schauspielerin.

## Leben und Karriere
Taylor Geare wurde im Spätsommer 2001 im US-Bundesstaat Arizona geboren. Ihre jüngere Schwester Claire ist ebenfalls Schauspielerin. Ihr Debüt hatte Geare 2008 als Mackenzie im Fernsehfilm 1%, neben Donal Logue und Kim Dickens. Es folgten Gastauftritte in Fernsehserien wie Ehe ist …, Mein Schatz, unsere Familie und ich, Medium – Nichts bleibt verborgen und FlashForward. 2009 folgte dann eine Nebenrolle im achten Teil der New York, I Love You-Reihe, bei dem Natalie Portman das Drehbuch schrieb. Im Thriller Brothers, wo sie die jüngste Tochter von Captain Sam Cahill und seiner Highschool-Liebe Grace spielte, arbeitete sie zum zweiten Mal mit Natalie Portman zusammen. Des Weiteren hatte sie eine kleine Rolle in der sechsten Staffel von Grey’s Anatomy als kleines Mädchen mit dem Namen Sage, die gerade einen Tumor aus dem Bauch operiert bekommen hat.
2010 folgte ein kurzer Auftritt im vierfach oscarprämierten Science-Fiction-Film Inception. 2011 übernahm sie die Rolle als Trish Atenton in dem Horrorfilm Dream House.

## Filmografie (Auswahl)
- 2008: 1% (Fernsehfilm)
- 2008: Ehe ist … (’Til Death)
- 2008: Mein Schatz, unsere Familie und ich (Four Christmases)
- 2009: New York, I Love You
- 2009: Medium – Nichts bleibt verborgen (Medium, Fernsehserie, eine Folge)
- 2009: FlashForward (Fernsehserie, eine Folge)
- 2009: Brothers
- 2009: Grey’s Anatomy (Fernsehserie, eine Folge)
- 2010: Inception
- 2011: Dream House
- 2011: Pistachio – The Little Boy That Woodn’t (nur Stimme)
- 2012: TalHotBlond – Mörderische Lügen (TalhotBlond, Fernsehfilm)
- 2014: Marza (Kurzfilm)
- 2016: Burn Your Maps
- 2022: Die Goldbergs (The Goldbergs, Fernsehserie, eine Folge)
- 2024: On the Run
- 2025: A Wonderful Way with Dragons